# پله‌پله تا ملاقات خدا
پله پله تا ملاقات خدا کتابی‌است نوشتهٔ عبدالحسین زرین‌کوب.
این کتاب در مورد زندگی، اندیشه و سلوک مولانا جلال‌الدین محمد بلخی (رومی) می‌باشد. عبدالحسین زرین‌کوب در این کتاب برخلاف سایر تألیفات خود از دادن مراجع و منابع مختلف و متعدد در داخل کتاب خودداری کرده و همه مطالب را به قلمی بسیار ساده، روان و عامه فهم نوشته‌است.
عنوان کتاب یادآور این بیت دفتر سوم مثنوی معنوی است: از مقامات تبتل تا فنا، پله پله تا ملاقات خدا.

## بخشی از مقدمه کتاب
«پله پله تا ملاقات خدا، و این عنوان را از آن‌رو برای این نوشته برگزیده‌ام که خطّ سیر زندگی مولانا جلال‌الدین محمّد بلخی رومی معروف به مولوی را در سلوک روحانی تمام عمر او نشان می‌دهد؛ هرچند خود در مثنوی معنوی وی به شکل یک مصرع شعر، از زبان طعانه‌ای نقل می‌شود که به پندار خویش هیچ نشانی از آن در مثنوی -که خود یک رویه از زندگی و سلوک مولاناست- نمی‌یابد. جزء اخیر مصرع مولانا هم تعبیری ترجمه گونه مأخوذ از کریمهٔ «وَ منْ یَرجُو القاءَ ربّه» در قرآن کریم (۱۱۰/۱۸) است و با استناد به کلام لاریب در باب تعبیر و عنوان بر گوینده و نویسنده مجال ریبی نمی‌ماند اگر چه امکان تأویل در این باب نیز توقف در ظاهر تعبیر را الزام نمی‌کند.»

## سر فصل‌های کتاب
این کتاب دارای ۴۰۰ صفحه و ۱۰۰بخش است. این کتاب در سر فصل‌های «بهاءولد و خداوندگار»، «هجرت یا فرار»، «لالای پیر در قونیه»، «طلوع شمس»، «غیبت بی‌بازگشت»، «رقص در بازار»، «حسام الدین و قصه مثنوی»، «عبور به ماوراء شعر»، «از مقامات تبتل تا فنا»، «سال‌های پایان» و «یادداشتها و کتابنامه» منتشر شده‌است.

## بخشی از کتاب
در کتاب دربارهٔ زنان آمده‌است: وقتی در مجالس فیه ما فیه خاطر نشان می‌کرد که در آنچه به رفتار با زنان مربوط است «غیرت را ترک کن اگر چه وصف رجال است ولیکن بدین وصف نیکو وصف‌های بد در تو می‌آیند» از رسم رایج عصر که زن را به بهانه ئ غیرتمندی در حرم خانه‌ها محبوس می‌داشتند انتقاد می‌کرد و به دستاویز حدیث «الانسان حریص علی ما منع» موجب تشدید رغبت در بین زن و مرد نشان می‌داد و تأکید می‌کرد که ترک اعتماد بر زن در این زمینه آنچه را مرد اصلاح می‌پندارد به افساد تبدیل می‌کند. مولانا می‌پنداشت برای اهل دل زنی که در چادر می‌رود وقتی روی پوشیده نیست کمتر مایه ئ تشویش و فتنه است با این حال برای آن‌ها که اهل نفس هستند و هنوز از هوس‌ها پاک نشده‌اند نباشند بیشتر مایه ئ ایمنی از فتنه است. این اقوال که با رسم اهل عصر به‌شدت تفاوت داشت. نمونه‌ای از اعتقاد او به ترک تعصب‌هایی بود که آنها نیز با اهل عصر تفاوت داشت. در مورد زنان وی حتی برای آنها مجالس سماع و وعظ خاص بر پا می‌کرد و هفته‌ای یک بار در خانه‌ی امین الدین میکائیل نایب السلطنه آن‌ها را با لطایف معارف آشنا می‌کرد. حتی با آن‌ها نماز می‌خواند و در حضور آنها آیین سماع برگزار می‌کرد.

## به زبان‌های دیگر
این کتاب به انگلیسی، ترکی و کردی ترجمه و منتشر شده است.